# El ángel Levine
The Angel Levine, conocida como El ángel Levine es una película dramática estadounidense de 1970 dirigida por Ján Kadár y protagonizada por Zero Mostel , Harry Belafonte , Ida Kamińska, Milo O'Shea y Gloria Foster.
La película se rodó en Nueva York. Fue la última aparición de Ida Kamińska en el cine.

## Sinopsis
Está basada en un cuento de Bernard Malamud sobre Morris Mishkin, un sastre anciano y empobrecido de la ciudad de Nueva York que no puede trabajar debido a problemas de salud. Su esposa también ha estado gravemente enferma durante dos años y su situación ahora es desesperada. La fe judía del sastre, o la falta de ella, se ve desafiada cuando un hombre que se hace llamar Alexander Levine entra en su vida y afirma ser su ángel guardián. Levine dice que debe hacer que el sastre crea en su misión, o no podrá ganar sus alas angelicales.

## Reparto
- Zero Mostel como Morris Mishkin
- Harry Belafonte como Alexander Levine
- Ida Kamińska como Fanny Mishkin
- Milo O'Shea coml Dr. Arnold Berg
- Gloria Foster como Sally
- Barbara Ann Teer
- Eli Wallach cómo el vendedor
- Anne Jackson como la mujer
- Stephen Strimpell como Clerk
- Sam Raskyn cómo el farmacéutico
- Kathy Shawn cómo la mujer en el Drugstore

## Recepción de la crítica
El Angel Levine fue mal recibido cuando se estrenó por primera vez, y Roger Greenspun del New York Times afirmó que "dada la reputación de los talentos involucrados, [la película] es un fracaso de proporciones importantes. He visto películas peores. Pero yo No puedo recordar haber visto una película tan nerviosamente en desacuerdo consigo misma, tan tímida en sus impulsos y tan equivocada en sus elecciones".